# Concursul Muzical Eurovision Junior 2007
Concursul Muzical Eurovision Junior 2007 este a 5-a ediție a concursului, care s-a desfășurat la Rotterdam, Olanda pe data de 8 decembrie. EBU a hotărât care va fi țara gazdă pe data de 13 iulie 2006. Vor debuta țările : Armenia, Bulgaria, Georgia și Lituania. Concursul va fi prezentat de Sipke Jan Bousema.

## Participanți
|    | Țara                | Artist                                 | Cântec                | Locul | Puncte |
| -- | ------------------- | -------------------------------------- | --------------------- | ----- | ------ |
| 01 | Georgia             | Mari Romelașvili                       | Odelia Ranuni         | 4     | 116    |
| 02 | Belgia              | Trust                                  | Anders                | 15    | 19     |
| 03 | Armenia             | Averik                                 | Erazanq               | 2     | 136    |
| 04 | Cipru               | Giannis Ioannides                      | I mousiki dinei ftera | 14    | 29     |
| 05 | Portugalia          | Jorge Leiria                           | Só quero é cantar     | 16    | 15     |
| 06 | Rusia               | Aleksandra Golovcenko                  | Otlicinița            | 6     | 105    |
| 07 | România             | 4Kids                                  | Sha-la-la             | 10    | 54     |
| 08 | Bulgaria            | Bon-Bon                                | Bonbolandia           | 7     | 86     |
| 09 | Serbia              | Nevena Božović                         | Piši mi               | 3     | 120    |
| 10 | Țările de Jos       | Lisa, Amy & Shelly                     | Adem in, Adem uit     | 11    | 39     |
| 11 | Republica Macedonia | Rosica Kulakova & Dimitar Stojmenovski | Ding ding dong        | 5     | 111    |
| 12 | Ucraina             | Ilona Halîțka                          | Urok hlamuru          | 9     | 56     |
| 13 | Suedia              | Frida Sandén                           | Nu eller aldrig       | 8     | 83     |
| 14 | Malta               | Cute                                   | Music                 | 12    | 37     |
| 15 | Grecia              | Made In Greece                         | Kapou Mperdeftika     | 17    | 14     |
| 16 | Lituania            | Lina Jurevičiūtė                       | Kai miestas snaudžia  | 13    | 33     |
| 17 | Belarus             | Alexei Jigalkovici                     | S Druziami            | 1     | 137    |